# Сиддха-сиддханта-паддхати
Сиддха-сиддханта паддхати — философский трактат, в котором освещаются воззрения натха-йогинов, их представления о природе реальности. Текст содержит последовательное описание метафизических идей и образа мышления 
Натха-сампрадаи, а также высшего идеала йогинов этой традиции. По сути, он также значим для натхов, как Библия для христиан или Коран для мусульман. Автором данного текста натхи и многие ученые считают Гуру Горакшанатха, однако есть мнение, что он написан Йоги Нитьянатхом (известный йогин-алхимик). Некоторые авторитетные йогины считают, что Нитьянатх — это имя самого Горакшанатха.

## Структура текста
«Сиддха-сиддханта паддхати» делится на 6 наставлений (упадеш) :
- Первое наставление

Первое наставление посвящено описанию возникновения проявленной Вселенной как процесса раскрытия энергии Шивы (Ниджа-Шакти). Шива, по существу, находящийся вне времени, пространства и относительности, проявляется как множественная Вселенная (самашти-пинда или брахманда) с бесчисленными видами индивидуальных тел (вьяшти-пинда), а также как душа, пребывающая в каждом из них. Это одно из основных метафизических представлений Натха-сампрадаи. Приводится описание качеств макро- и микрокосма, сгруппированных по пять для каждого уровня манифестации Абсолюта.
- Второе наставление

Во втором наставлении подробно описываются важные сферы тонкого тела, с которыми йогин свзывает свою практику. Здесь объясняются 9 чакр, 16 адхар, 3 лакшьи и 5 вьом, и практики, с ними связанные, а также даются краткие наставления по аштанга-йоге.
- Третье наставление

В третьем наставлении более детально описывается расположение различных миров (лок), божеств (деват), священных мест (питх) и т. д. в теле, что свойственно метафизике тантризма. Согласно доктрине Натхов во Вселенной нет ничего, что человек не мог бы найти в собственном теле, так же как нет ничего в теле человека, что не находилось бы во Вселенной.
- Четвёртое наставление

Четвёртое наставление посвящено описанию Кундалини-шакти, представленной в нескольких аспектах: урдхва-кундалини, адхо-кундалини, мадхъяма-кундалини, а также понятиям кула и акула и высшим состояниям постижения своей истинной природы, достигаемых натха-йогинами.
- Пятое наставление

В пятом наставлении описываются достижения йогина, идущего путём совершенных, а также делаются уточнения относительно того, кто является лже-йогином и враждебен пути йоги. В этой части также много внимания уделено важности Гуру для этого пути и отношениям между Гуру и учеником, гуру-таттве. Неоднократно подчеркивается, что без бескорыстной преданности Гуру адепт не способен реализовать высшие уровни йогического совершенства.
- Шестое наставление

В шестом наставлении говорится о качествах авадхута-йогина, который достиг совершенного освобождения от всякого невежества и эгоистического сознания, от всех закрепощений и узости мировоззрения, от всех желаний и привязанностей, от всех ощущений различия и множественности. Также уделяется внимание заблуждениям, которые связаны с формальным выполнением практик йоги.

## Переводы и издания
Труд «Сиддха-сиддханта паддхати» несколько раз выпускался на хинди различными издательствами, с комментариями различных учителей. Он также был издан и на английском языке Лонавла Йога Институтом (г. Пуна)
. Перевод на русский язык выполнен Шри Йоги Матсьендранатхом Махараджем. Развернутые комментарии также изложены в труде Банерджи Акшая Кумара «Философия Горакнатха».